# Ala I Thracum Veterana

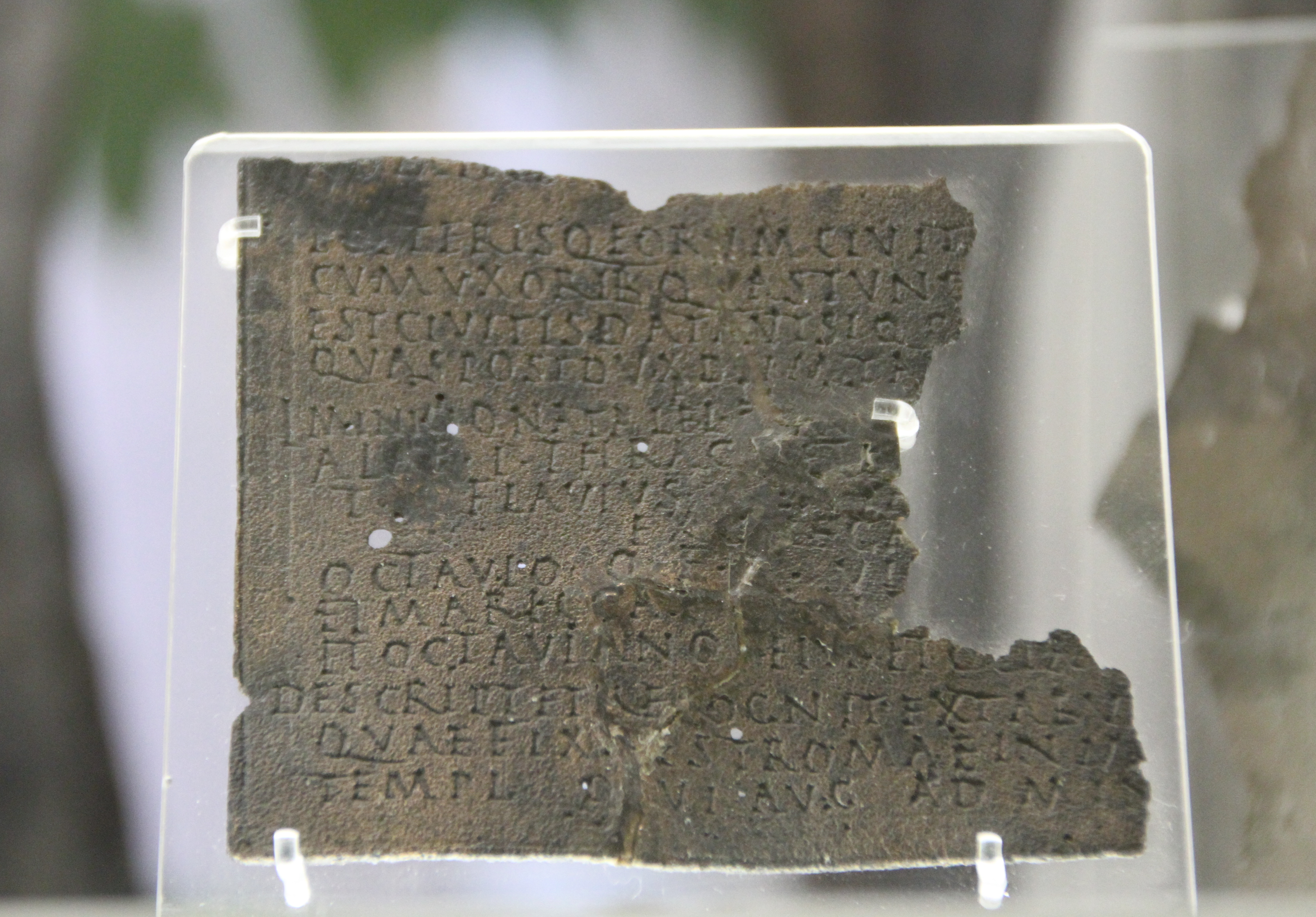
Das Militärdiplom von 139 n. Chr., das für einen Soldaten der Ala I Thracum Veterana ausgestellt wurde

Die Ala I Thracum Veterana [sagittariorum oder sagittaria] [Antoniniana] [Severiana Alexandriana] (deutsch 1. Ala der Thraker die Altgediente [der Bogenschützen] [die Antoninianische] [die Severianische Alexandrianische]) war eine römische Auxiliareinheit. Sie ist durch Militärdiplome, Inschriften und Ziegelstempel belegt.

## Namensbestandteile
- Ala: Die Ala war eine Reitereinheit der Auxiliartruppen in der römischen Armee.

- I: Die römische Zahl steht für die Ordnungszahl die erste (lateinisch prima). Daher wird der Name dieser Militäreinheit als Ala prima .. ausgesprochen.

- Thracum: der Thraker. Die Soldaten der Ala wurden bei Aufstellung der Einheit aus dem Volk der Thraker auf dem Gebiet der römischen Provinz Thrakien rekrutiert.

- veterana: die Altgediente. Der Zusatz kommt in den Militärdiplomen von 86 bis 192 und einigen Inschriften[1] vor.

- sagittariorum oder sagittaria: der Bogenschützen. Der Zusatz kommt in Militärdiplomen von 139 bis 192 und einer Inschrift[2] vor.

- Antoniniana: die Antoninianische. Eine Ehrenbezeichnung, die sich auf Caracalla (211–217) oder auf Elagabal (218–222) bezieht. Der Zusatz kommt in zwei Inschriften[3] vor.

- Severiana oder Severiana Alexandriana: die Severianische oder die Severianische Alexandrianische. Eine Ehrenbezeichnung, die sich auf Severus Alexander (222–235) bezieht. Der Zusatz kommt in zwei Inschriften[4][A 1] vor.

Da es keine Hinweise auf den Namenszusatz milliaria (1000 Mann) gibt, war die Einheit eine Ala quingenaria. Die Sollstärke der Ala lag bei 480 Mann, bestehend aus 16 Turmae mit jeweils 30 Reitern.

## Geschichte
Die Ala war in den Provinzen Raetia, Pannonia superior und Pannonia inferior (in dieser Reihenfolge) stationiert. Sie ist auf Militärdiplomen für die Jahre 86 bis 192 n. Chr. aufgeführt.
Die Einheit wurde zu einem unbekannten Zeitpunkt im 1. Jhd. n. Chr. aufgestellt. Sie ist erstmals in Raetia durch ein Diplom nachgewiesen, das auf 86 datiert ist. In dem Diplom wird die Ala als Teil der Truppen (siehe Römische Streitkräfte in Raetia) aufgeführt, die in der Provinz stationiert waren.
Zu einem unbestimmten Zeitpunkt wurde die Ala in die Provinz Pannonia superior verlegt, wo sie erstmals durch ein Diplom nachgewiesen ist, das auf 112 datiert ist. In dem Diplom wird die Ala als Teil der Truppen (siehe Römische Streitkräfte in Pannonia) aufgeführt, die in der Provinz stationiert waren. Weitere Diplome, die auf 113 bis 115 datiert sind, belegen die Einheit in derselben Provinz.
Zwischen 115 und 129 wurde die Ala in die Provinz Pannonia inferior verlegt, wo sie erstmals durch ein Diplom nachgewiesen ist, das auf 129 datiert ist. Weitere Diplome, die auf 135 bis 192 datiert sind, belegen die Einheit in derselben Provinz. Aus den beiden Diplomen von 150 geht hervor, dass die Ala (beziehungsweise eine Vexillation derselben) vorübergehend von Pannonia inferior nach Mauretania Caesariensis verlegt worden war, um an der Niederschlagung eines Aufstands teilzunehmen.
Der letzte Nachweis der Einheit beruht auf einer Inschrift auf einem römischen Meilenstein, die auf 250/252 datiert wird.

## Standorte
Standorte der Ala in Pannonia waren möglicherweise:
- Campona (Nagytétény): mehrere Inschriften[11] wurden hier gefunden (siehe auch Römische Steindenkmäler aus Nagytétény).
- Intercisa (Dunaújváros): drei Inschriften[12] wurden hier gefunden.

Ziegel mit dem Stempel der Einheit wurden bei Bad Deutsch-Altenburg gefunden. Bei Bölcske wurden zahlreiche Inschriften gefunden, die als Sekundärverwendung von Campona verschleppt wurden.

## Angehörige der Ala
Folgende Angehörige der Ala sind bekannt:

### Kommandeure
| - Aelius Publianus, ein Offizier in der Legio II Adiutrix - Domitius Magnus, ein Präfekt (CIL 3, 3388) - Flavius Macer: er wird auf dem Diplom von 167 als Kommandeur genannt. - Lucius Ennius Marsus: er wird auf dem Diplom von 129 als Kommandeur genannt. - Marcus Gongius Paternus Nestorianus, ein Präfekt - Publius Cassius Felix, ein Präfekt | - Quintus Postumius Lepidinus, ein Präfekt - Tiberius Claudius Agricola: er wird auf dem Diplom von 86 als Kommandeur genannt. - Ti(berius) Plautius Felix Ferruntianus, ein Präfekt (CIL 8, 619) - Titus Flavius Iulianus: er wird auf dem Diplom von 139 als Kommandeur genannt. - Titus Vennonius Avitus, ein Präfekt |

### Sonstige
| - [?] (RHP 00176) - Ael(ius) Victorinus, ein Duplicarius (CIL 3, 3677) - Antonius Mercator, ein Decurio: eines der Diplome von 192 (RMD 5, 446) wurde für ihn ausgestellt. - [Au]r(elius) Avvo, ein Decurio (RHP 185) - Aur(elius) Catus, ein Veteran (AE 1910, 138) - Aur(elius) Iul(ius) (CIL 3, 3395) - M(arcus) Aur(elius) Lipor, ein Veteran und ehemaliger Stator (Boelcske 00021, CIL 3, 3393) - Aur(elius) Regulianus, ein Actuarius (CIL 3, 3392) - Aur(elius) Valens, ein Signifer (Boelcske 00020) - Axeto, ein Curator (AE 1906, 109) - Bellicius Statutus, ein Decurio (CIL 3, 4839) - Cocc(eius) Senecio, ein Decurio (CIL 3, 10369) - Cunius, ein Soldat: das Diplom von 129 wurde für ihn ausgestellt. - Ditusenis, ein Soldat: das Diplom von 86 wurde für ihn ausgestellt. - Ger[] (CIL 3, 5883) | - Luc(ius) Mar[], ein Curator (AE 2001, 1652) - Marcus Aur(elius) Attianus, ein Decurio (CIL 3, 3351) - M(arcus) Secundini[us] Vitalis, ein Decurio (ILJug 339) - Mucatra, ein Duplicarius (CIL 3, 3394) - Octavius, ein Soldat: das Diplom von 139 wurde für ihn ausgestellt. - Oxetius, ein Soldat: das Diplom von 167 wurde für ihn ausgestellt. - P(ublius) Ael(ius) Veranus, ein Veteran und ehemaliger Decurio (AE 1971, 350) - Sep(timius) Fabin(us), ein Reiter (Boelcske 00028) - Ulp(ius) Civ[es] (AE 2001, 1652) - Ulpius Titus, ein Reiter - Ulp(ius) Valentinus, ein Reiter (CIL 3, 3401) - Val(erius) Em[e]rit(us), ein ehemaliger Decurio (CIL 3, 10432) - Val(erius) Valens, ein Veteran und ehemaliger Decurio (RHP 189) - Vivius Saturnus, ein Duplicarius (CIL 3, 15154) |